# Троєпольський Гавриїл Миколайович
Гавриїл Миколайович Троєпо́льський (*29 листопада (16 листопада) 1905, Російська імперія — 30 червня 1995, Росія) — російський радянський письменник. Лауреат Державної премії СРСР (1975). Заслужений працівник культури РРФСР (1985).
Народився у селі Ново-Спаське на Єлені (в теперішній час — Новоспасовка, Грибановського районну Воронезької області) у родині священика.
Закінчив у 1924 році сільськогосподарське училище, працював сільським вчителем, у 1931—1954 роках — агрономом у колгоспі.
Перше оповідання з'явилось у 1937 році. З 1954 року повністю присвятив себе літературної праці та переселився до Воронежу.
У 1976—1987 роках входив редакційної колегії журналу «Наш современник».
Член правління СП СРСР з 1967 року, СП РРФСР з 1975 року.
Помер 30 червня 1995 року.

## Екранізації
- 1955 — «Земля і люди» (реж. С. Ростоцький) — сценарист. За мотивами оповідань Г. Троєпольського з циклу «Із записок агронома»[6].
- 1977 — «Білий Бім Чорне вухо» (реж. С. Ростоцький)